# 濕婆城龍樹國家公園
27°47′42″N 85°23′24″E / 27.795°N 85.39°E

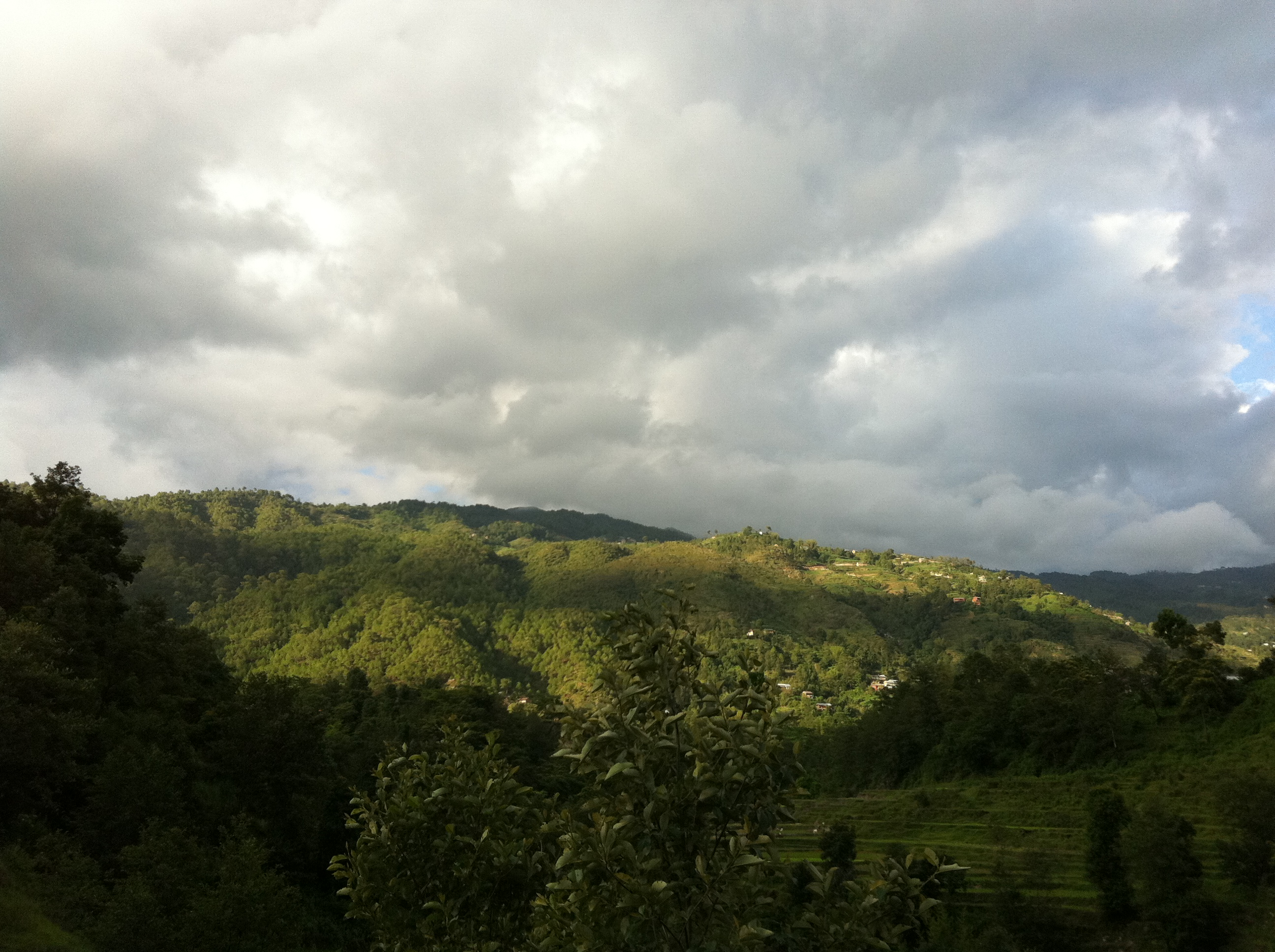

濕婆城龍樹國家公園是尼泊爾的國家公園，成立於2002年，面積159平方公里，每年平均降雨量1,400毫米，有鵰鴞、劍嘴鶥、白喉姬鶲、斑尾鵑鳩、金喉擬啄木鳥等鳥類棲息。